# 小行星8996
小行星8996（英語：Waynedwards）是一颗围绕太阳公转的小行星。1981年3月1日，舒爾特·巴斯在赛丁泉天文台发现了此天体。
这颗小行星的绝对星等为39.12028691080868等。